# Croix Rouge (Mondeville)
La Croix Rouge de Mondeville est un monument situé à Mondeville, en France.

## Historique
La croix est classée comme monument historique depuis le 9 octobre 1969.